# 長崎水辺の森公園
長崎水辺の森公園（ながさきみずべのもりこうえん）は、日本の長崎県長崎市にある海浜公園である。長崎県が管理している。

## 概要
長崎市の中心部にあり、隣接する長崎県美術館ともども長崎港周辺の再開発事業の一環として港内を埋め立てて造成された公園である。大きく「大地の広場」・「水の庭園」・「水辺のプロムナード」の3つのブロックがあり、その中間に交流拠点用地が設けられている。
公園内に県によって誘致されたAIGスター生命保険他AIGグループ各社のコールセンターが入居するAIG長崎ビルが建っている。
2020年東京オリンピックの聖火リレーでセレブレーション会場となった、聖火ランナーは公募により1万人程度が選ばれた、聖火リレーについて、組織委員会はスポンサー企業4社と各都道府県実行委員会が行ったランナー公募に延べ53万5717件の応募があったと発表した。

## 沿革
- 2003年7月 - 水辺のプロムナードと水辺の公園レストランが先行開業。
- 2004年3月 - 全体開園。
- 2004年 - グッドデザイン賞金賞受賞（建築・環境デザイン部門）。
- 2006年3月 - AIG長崎ビル竣工、業務開始。

## アクセス
- 長崎電気軌道出島電停から徒歩3分、メディカルセンター電停から徒歩1分。
- JR長崎駅から徒歩20分。

## 周辺
- 国道499号
- ながさき出島道路
- 長崎県美術館
- 長崎税関
- 長崎市立市民病院
- 活水女子大学
- 東山手
  - オランダ坂
  - 東山手十二番館
- 長崎市立梅香崎中学校
- 長崎出島ワーフ